# Lenggong
Lenggong is een Maleisische nederzetting en moekim en gemeente (majlis daerah; district council) in Hulu Perak in Perak. Lenggong en de vallei waarin de plaats gelegen is, is gekend als archeologische vindplaats. Het dorp Lenggong ligt zo'n 50 km ten noorden van Ipoh, de hoofdstad van Perak. Het is een landelijk gebied, met kleine kampongs, omgeven door groene vegetatie en kalksteenheuvels.
Het archeologisch erfgoed van de Lenggongvallei werd onder die naam op 30 juni 2012 tijdens de 36e sessie van de Commissie voor het Werelderfgoed erkend als cultureel werelderfgoed en als dusdanig toegevoegd aan de UNESCO werelderfgoedlijst.

## Archeologische locaties
De Lenggongvallei in Hulu Perak is vanuit archeologisch standpunt een van de belangwekkendste gebieden in Maleisië. Het kan vergeleken worden met een openluchtmuseum met skeletten, grotschilderingen en waardevolle vondsten zoals sieraden, aardewerk, wapens en stenen werktuigen. Veel van de grotten in de Lenggongvallei gaven na exploratie blijk van sporen van bewoning en jacht.
Opgravingen in de vallei hebben veel sporen van prehistorisch Maleisië onthuld. Het is de site van de oudste bekende plaats van menselijke activiteit op het Maleisisch schiereiland. De hoeveelheid gevonden plaatsen in dit relatief beperkte gebied duidt op een vrij grote, semi-sedentaire bevolking met culturele overblijfselen uit het laatpaleolithicum, neolithicum, brons- en ijzertijd.
Op vier vindplaatsen, samen 399 hectare groot, vond men artefacten uit een tijdsspanne van bijna 2 miljoen jaar, van 1,83 miljoen jaar terug tot 1000 jaar geleden. Als onderdeel daarvan vond men ook het langste spoor van vondsten van de vroege moderne mens op één locatie, het oudste spoor buiten het Afrikaanse continent. In het gebied zijn in open lucht en spelonken laatpaleolithische gereedschapswerkplaatsen gevonden, het bewijs van vroege technologie. De bekendste daarvan is de werkplaats van Kota Tampan die accurate datering toeliet, en een inzicht bood in de keuze van basismateriaal die de mens maakte bij het vervaardigen van gereedschap.
Ook de vondst van de man van Perak, het oudste grotendeels complete skelet in Zuidoost-Azië en gedateerd op 10.000 jaar oud, met hieruit voortkomend kennis over de congenitale aandoening brachymesophalangia en laatpaleolithische begrafenisrituelen, droeg bij tot het belang van de site.
Nationaal park Gunung Mulu · Nationaal park Kinabalu · Melaka en George Town, twee historische steden van de Straat van Malakka · Archeologisch erfgoed van de Lenggongvallei · Archeologische erfgoed van het grottencomplex van het nationaal park Niah